# لينارت كارلسن
لينارت أكسل إدوارد كارلسن (بالسويدية: Lennart Axel Edvard Carleson)‏ (ولد في 18 مارس 1928) هو رياضياتي سويدي اشتهر بإسهاماته الكبيرة في التحليل التوافقي وأحد أهم إنجازاته إثبات نظرية كارلسن. حصل على جائزة أبيل لعام 2006 لمساهماته في التحليل التوافقي ونظرية الأنظمة الديناميكية السلسة.